# 抗代谢物

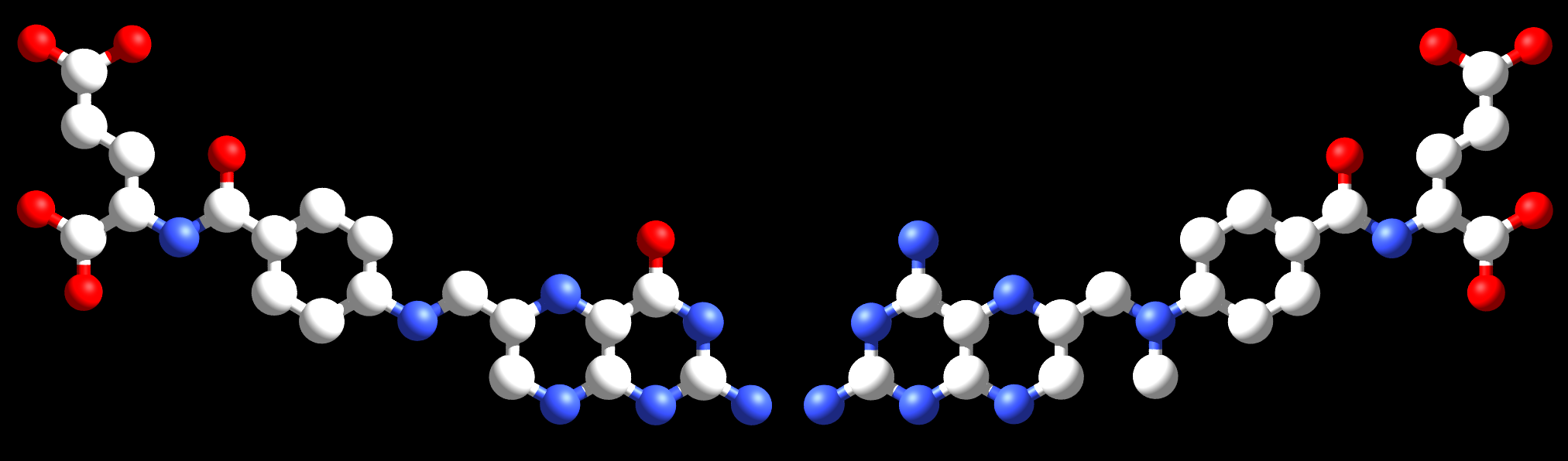
氨甲蝶呤（右）是干擾正常葉酸（左）代謝的一種抗代謝物，其與葉酸差異僅在N10上的NH上的氫改為甲基(CH_{3})，以及環上C_{4}酮基改為氨基(NH_{2})

抗代谢物（英語：antimetabolite）或抗代谢药，是与机体代谢产物或生理功能所需物质之化学结构相似的化合物，可竞争性抑制细胞利用某种内源代谢物或外源物质能力。抗代谢物一般在代谢反应中能与正常代谢产物相拮抗，减少正常代谢物参与反应的机会，抑制正常代谢过程。
抗代谢物可能对细胞有毒性作用，例如阻止细胞生长和细胞分裂，因此这些化合物被用作癌症的化学疗法。
抗代謝物一般而言都是針對細胞複製相關的DNA、RNA等分子和複製機制，可以抑制癌細胞的過度分裂，也可以抑制因器官移植而活化的免疫系統。但是，因為骨髓細胞是成人體內分裂最活躍的組織之一，抗代謝物多多少少都可能會損傷骨髓，又因抗代謝物干擾了DNA複製程序，長期使用抗代謝物也有致癌的可能。

## 歷史
西德尼·法柏在1947年首先嘗試使用葉酸拮抗劑來治療兒童白血病。葉酸是一種無法在人體內自行合成的維生素，又參與嘌呤和嘧啶的合成，因此在DNA合成與細胞分裂的活動中扮演重要的角色，對於每天製造三千億細胞的造血組織而言影響尤為甚，因此缺乏葉酸容易導致葉酸缺乏貧血症。法柏曾經試著以補充葉酸來緩解白血病，但非但不能停止白血病進程，還使它加速進行。如果說貧血症患者是因為缺乏葉酸而無法製造血球，在白血病患者體內就正好相反，失控的癌化骨髓會瘋狂地制造大量癌細胞，葉酸補充又確保癌細胞的材料來源無虞。
法柏的葉酸供應來自他的好友，印度生物化學家耶拉普拉伽達·蘇巴拉奧(Yellapragada Subbarao)，他和哈利耶特·基爾泰(Harriet Kiltie)等人組成團隊生產葉酸的過程中，也發現了許多葉酸衍生物。這些衍生物中，有些能夠作為葉酸的拮抗劑，佔據葉酸正常生理作用的受體或酶結合位。法柏受此啟發，於1947年12月28日為他的病人嘗試注射其中一種葉酸拮抗劑氨基蝶呤。出乎意料的是，病人原本急遽上升的白血球數開始下降，淋巴母細胞逐漸從血液中消失；癌細胞雖然沒有從血液中消失，但至少得到了緩解。雖然法柏的病人依然在1948年死亡，但白血病症狀的緩解和壽命延長依舊是破天荒的紀錄，他將多位白血病人接受葉酸拮抗劑治療的紀錄整理發表在新英格蘭醫學期刊(NEJM)上，法柏也因此被稱為現代化療之父，氨基蝶呤的取代藥物氨甲蝶呤目前依舊是轉移性癌症的第一線化療藥物。

## 作用

### 癌症治疗
抗代謝物可以被使用在癌症治療上，這是因為它們能夠干擾DNA的複製從而干擾細胞分裂和腫瘤的生長。抗代謝物謝能夠針對在癌細胞的原因是因為：癌症細胞相較於一般的細胞花費更多的時間在細胞分裂上，所以抑制腫瘤細胞分裂對腫瘤細胞的影響力要大於對一般細胞。在使用上，抗代謝物藥劑通常用於治療白血病，乳腺癌，卵巢癌和胃腸道癌以及其他類型的癌症。在世界衛生組織提供的解剖學治療學及化學分類系統(對藥物進行分類的系統)中，抗代謝物是在L01B分類(抗腫瘤藥)裡。
抗代謝物大致上以兩種機制影響DNA複製系統:
1.通過加入用化學方法改變過的核甘酸
2.耗盡DNA複製和細胞增殖所需的核甘酸
藥物上使用的例子以下舉出部分：(以下衛福部是臺灣地區的)
·5-氟尿嘧啶(5-Fluorouracil ,5-FU，也稱好復，衛福部核准用在癌症治療上)
·巰嘌呤(6-Mercaptopurine,6-MP，也稱美克多能錠，衛福部核准用在白血病上)
·卡培他濱(Capecitabine ,Xeloda®，也稱截瘤達，衛福部核准用在癌症治療相關部分)
·阿糖胞苷(Cytarabine ,Ara-C®，也稱賽德薩注射液，衛福部核准抗腫瘤劑)
·氟達拉濱(Fludarabine,也稱福達樂靜脈，處理白血病相關)
·吉西他濱(Gemcitabine ,Gemzar®，也稱健擇注射劑，衛福部核准處理小細胞肺癌、胰臟癌、膀胱癌、膽道癌)
·羥基脲(Hydroxycarbamide,也稱愛治，衛福部核准處理不可開刀的卵巢癌或抵抗慢性白血病)
·氨甲蝶呤(Methotrexate,商品名是TREXAN，也是治善錠，在衛福部核准是抗癌藥物)
·培美曲塞(Pemetrexed ,Alimta®，也稱愛寧達注射劑，處理小細胞肺癌或間質細胞瘤)

·Floxuridine
·Phototrexate
抗代謝物會偽裝成嘌呤（硫唑嘌呤，巰基嘌呤）或嘧啶等化學物質(這些化學物質原本是構成DNA的物質)。而抗代謝物可以防止嘌呤、嘧啶等在細胞週期的S期中進入DNA，進而可以阻止正常發育和細胞分裂。
由於抗代謝物可以參與生物合成過程中酶的結合點位的競爭以及將生物分子摻入核酸，從而抑制正常腫瘤細胞的功能並凋亡，因此這些藥物是使用上最廣泛的細胞制劑。也因為抗代謝物具有很高的細胞週期特異性，也可以標靶治療癌細胞的DNA複製

### 抗代謝物相關生理反應[11]

#### 反應過程
腫瘤細胞在分裂的過程中需要大量的核甘酸及DNA複製，抗代謝物在生理反應上，大致上是經由阻斷核甘酸或DNA複製的關鍵步驟來完成其治療目的，此外，抗代謝物也能經由方法如：葡萄糖代謝改變、代謝酶表達的改變、靶向從頭合成脂質、NAD+ / NADH動態平衡影響、對活性代謝產物解毒的需求增加....等。
以下舉核甘酸的生理反應圖為例
右圖為核甘酸生物合成的步驟，最上下來第一條往右側的線為嘌呤核甘酸的合成，其中在嘌呤生產中的第一個反應從核糖5-磷酸（R5P）生成5-磷酸核糖基1-焦磷酸酯（PRPP）。第二步會由PRPP酰胺基轉移酶催化，並使PRPP參與嘌呤合成。該步驟可以被抗代謝物，6-巰基嘌呤（6-MP）和6-硫鳥嘌呤（6-TG）抑制。一旦被抑制後，嘌呤核甘酸就會減少其總量，進而影響細胞活動。
而抗代謝物終究只能對部分癌症類型有效，而且有時具有抗藥性的癌症和敏感性的癌症也具有相同的突變譜，因此也很難確定惡性腫瘤對化療反應的遺傳因子。
越來越多的證據表明，癌症的代謝依賴性受組織環境，癌症基因譜系以及遺傳事件的影響。癌症藥物最大障礙之一就是確定會有對特定療法產生反應的患者，隨著抗代謝藥物越開發越多，患者對藥物的選擇通常會取決於癌基因的表達或是下游信號通路活性的提高情形。但是藥物的療效往往因人而異，甚至有可能因此惡化，如：ACC(乙醯輔酶A羧化酶)活性的喪失會加速其他癌症模型中的腫瘤生長，許多PHGDH(磷酸甘油酸脫氫酶)擴增的腫瘤和細胞會對酶的遺傳或藥理抑制敏感，但是對於某些癌症患者，PHGDH表達對於生長可能是不可或缺的。

總結來說，這些針對新陳代謝的藥物往往是對於特定疾病最好的藥物之一，但也很容易受到相當大的毒性，因此了解特定腫瘤組織中的代謝依存關係，是利用這些脆弱性進行更好的癌症治療的關鍵。

#### 副作用
也有很多不是腫瘤細胞的細胞，如：骨髓、腸隱窩、毛囊中的非惡性細胞也會迅速的增殖，若進行抗代謝物的化學療法，往往也會產生破壞這些正常的快速增值細胞，因而造成骨髓抑制、腸胃道產生毒性往往是抗代謝物藥物的副作用。

### 抗生素
抗代謝物也可能是抗生素，例如磺胺類藥物，它們透過對氨基苯甲酸（para-aminobenzoic acid, PABA）的競爭來抑制細菌中的二氫葉酸合成。產生葉酸的酶反應需要PABA，葉酸在合成嘌呤和嘧啶（DNA的基本組成部分）時充當輔酶。哺乳動物無法合成自己的葉酸，因此不受PABA抑製劑的影響，因此可選擇性殺死細菌。
磺胺類藥物不同於抗生素用於治療感染，相反地，它們透過改變癌細胞內的DNA來阻止其生長和增生。抗腫瘤抗生素是細胞週期非特異性的一類抗代謝藥物，它們會與DNA結合以阻止RNA（核糖核酸）合成而起作用，這是製造蛋白質的關鍵步驟，而蛋白質是癌細胞存活所必需的。
蒽環類抗生素是抗腫瘤抗生素，作用為在細胞週期中會干擾參與複製DNA的酶。
蒽環類藥物的例子包括：
道諾黴素(又名柔紅黴素)
阿黴素（商品名稱 adriamycin）
泛艾黴素(Epirubicin （页面存档备份，存于）)
艾達黴素(Idarubicin （页面存档备份，存于）)
非蒽環類抗生素的抗腫瘤抗生素包括：
放線菌素D
博來黴素
絲裂黴素C
米托蒽醌

### 其他
抗代謝藥物，尤其是絲裂黴素C（MMC），在美國和日本普遍用作小梁切除術（一種治療青光眼的手術方法）的補充藥物。
抗代謝物已顯示可減少手術部位的纖維化，因此，正在研究其在腔淚囊造口術（一種處理鼻淚管阻塞的手術）之後的用途。
術中應用抗代謝藥物，包括絲裂黴素C（MMC）和5-氟尿嘧啶（5-FU），目前正在測試其治療翼狀胬肉的有效性。

## 分类
抗代謝物的主要分類如下：
- 碱基類似物

這些修改過的分子與正常核酸分子裡的含氮鹼基結構足夠類似，可以取代這些構成DNA的基本組成分子。然而，當這些鹼基衍生物混入DNA分子結構中，與正常含氮鹼基微小的不同會使得DNA複製、轉錄功能出現異常，最終導致細胞死亡。
- - 嘌呤類似物

模擬生物體中嘌呤（purine）分子的結構，如硫唑嘌呤（Azathioprine）、硫嘌呤（thiopurine）、Fludarabine等等
- - 嘧啶類似物

模擬生物體中嘧啶（pyrimidine）分子的結構
- 核苷類似物

核苷（nucleoside）是上述含氮鹼基再加上一個五碳的核糖基團的結構。核苷衍生物可以對含氮鹼基或糖任一部份進行修改。它們與正常核苷足夠相似，能夠被細胞認定為DNA合成所需的材料；又要與正常核苷有足夠的差異性，才能在進入DNA結構之後阻止細胞生長。這些衍生物可作為抗病毒藥物（如B肝、C肝和HIV等）。
- 核苷酸類似物

核苷酸（nucleotide）為核苷再加上1~3個不等的磷酸根，其衍生物有些可作為逆轉錄酶抑制劑（Nucleoside Reverse Transcriptase Inhibitors, NRTIs），這類藥物常見的用途之一是作為反轉錄病毒的治療藥物，因為反轉錄病毒（如HIV）會使用人體內的DNA聚合酶，將自己的遺傳資訊嵌進宿主DNA中，而NRTIs可以作為競爭性抑制劑與HIV逆轉錄酶（RT）結合，干擾這個過程。
- 抗葉酸劑

葉酸（folic acid）又稱維生素B9，參與嘌呤和嘧啶的合成、提供甲基給胸腺嘧啶，因此葉酸拮抗劑可以抑制細胞分裂。